# Святославка (Іжморський округ)
Святосла́вка (рос. Святославка) — село у складі Іжморського округу Кемеровської області, Росія.

## Населення
Населення — 570 осіб (2010; 685 у 2002).
Національний склад (станом на 2002 рік):
- росіяни — 96 %